# Golčův Jeníkov (nádraží)
Golčův Jeníkov je železniční stanice na severním okraji stejnojmenného města v okrese Havlíčkův Brod v Kraji Vysočina. Leží na trati Kolín – Havlíčkův Brod. Stanice je elektrizovaná (25 kV, 50 Hz AC). Ve městě se dále nachází železniční zastávka Golčův Jeníkov město, která je výrazně blíže středu města.

## Historie
Stanice byla vybudována jakožto součást Rakouské severozápadní dráhy (ÖNWB) spojující Vídeň a Berlín, autorem univerzalizované podoby stanic pro celou dráhu byl architekt Carl Schlimp. 6. prosince 1869 byl s místním nádražím uveden do provozu celý nový úsek trasy z Kolína, na který bylo 21. prosince navázáno zahájením drážního provozu v úseku do Havlíčkova Brodu. Jako součást výbavy stanice zde vyrostla vodárenská věž.
V letech 1883-1964 byla z brodského zhlaví vyvedena a provozována vlečka do cukrovaru v Hostačově.
Nádražím prochází dvoukolejná trať, jednotlivá nástupiště jsou nekrytá a nástup do vlaku probíhá přes přechod přes kolejiště. Elektrický provoz na trati procházející stanicí byl zahájen roku 1965.